# Cerkiew Świętego Mikołaja w Windawie

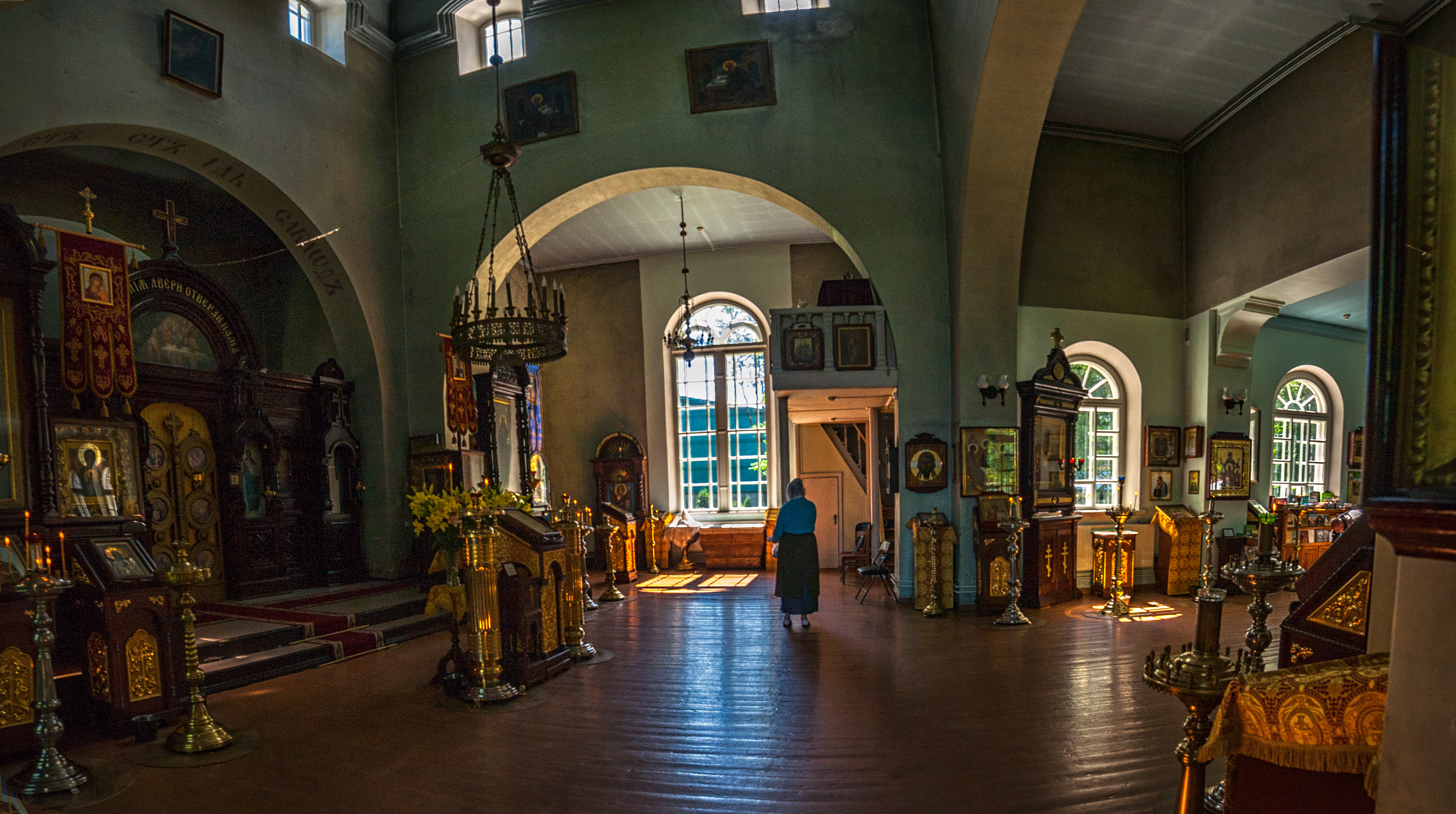
Wnętrze

Cerkiew Świętego Mikołaja (łot. Ventspils Sv. Nikolaja pareizticīgo baznīca) – cerkiew prawosławna w Windawie, wzniesiona w latach 1888–1901. Świątynia parafialna; należy do dekanatu lipawskiego eparchii ryskiej Łotewskiego Kościoła Prawosławnego.

## Historia
Pierwsza cerkiew prawosławna, nosząca wezwanie Wszystkich Świętych, w Windawie powstała w latach 1842–1845 na potrzeby stacjonującego tam garnizonu rosyjskiego w obrębie zamku w Windawie. Jednym z fundatorów budynku był car Mikołaj I. W drugiej połowie XIX wieku ilość Łotyszy przechodzących na prawosławie poważnie wzrosła, co sprawiło, że budowa nowej cerkwi parafialnej stała się nieodzowna.
Prace nad obiektem rozpoczęto we wrześniu 1888, zakończono w 1901, kiedy też obiekt poświęcił Agatangel, biskup ryski i mitawski. Mimo otwarcia nowej cerkwi nie zamknięto starej. W czasie I wojny światowej całe duchowieństwo prawosławne z Windawy wyjechało z miasta, a Niemcy zamienili obiekt na stajnię, wywożąc część cennego wyposażenia, jednak pastor luterański z miasta, Teodor Grinbergs, uratował wszystkie znajdujące się w cerkwi ikony. W 1928 na nowo znalazły się one w odnowionej cerkwi.
Cerkiew była czynna przez cały okres przynależności ziem łotewskich do ZSRR.

## Architektura
Wejście do cerkwi prowadzi przez przedsionek, nad którym wznosi się trójkondygnacyjna wieża-dzwonnica z dachem malowanym na zielono i złoconą kopułą. Nawa świątyni zbudowana jest na planie prostokąta, zwieńczona pięcioma kopułami zgrupowanymi wokół największej, centralnej. Całość otacza fryz. Z zewnątrz cerkiew malowana jest na biało i bogato dekorowana płaskorzeźbami, jej okna, ozdobnie obramowane, mają kształt półkolisty.